# Het Beste Boek voor de Weg
Het Beste Boek voor de Weg is een atlas van Reader's Digest. Het bevat kaarten en praktische informatie over het buitenland. De eerste editie van Het Beste Boek voor de Weg werd uitgegeven in 1969.